# Brugny-Vaudancourt
Pour l’article homonyme, voir Vaudancourt.
Brugny-Vaudancourt est une commune française, située dans le département de la Marne en région Grand Est.
Les habitants de Brugny-Vaudancourt sont des Brugnitiers-Vaudancouriers et Brugnitières-Vaudancourières.

## Géographie
La commune s'étend sur 19,87 km2. La majeure partie de son territoire est recouverte par la forêt de Brugny, qui accueille plusieurs étangs dont l'étang de Terre-Neuve et l'étang du Grand-Brugny. En plus des villages de Brugny et Vaudancourt, la commune intègre les hameaux de la Grange le Comte et des Limons. Au nord, on trouve des vignes appartenant au vignoble de Champagne.
| Saint-Martin-d'Ablois |                    | Vinay            |
| Le Baizil             | Brugny-Vaudancourt | Chavot-Courcourt |
|                       | Montmort-Lucy      | Morangis         |

### Hydrographie
La commune est dans la région hydrographique « la Seine de sa source au confluent de l'Oise (exclu) » au sein du bassin Seine-Normandie. Elle est drainée par le cours d'eau 01 du Mont au Marché, le Fossé 01 de la Croix, le Fossé 01 de l'Étang de Terre-Neuve, le Fossé 01 du Bois du Bauchet et le ru de Faverolles,.

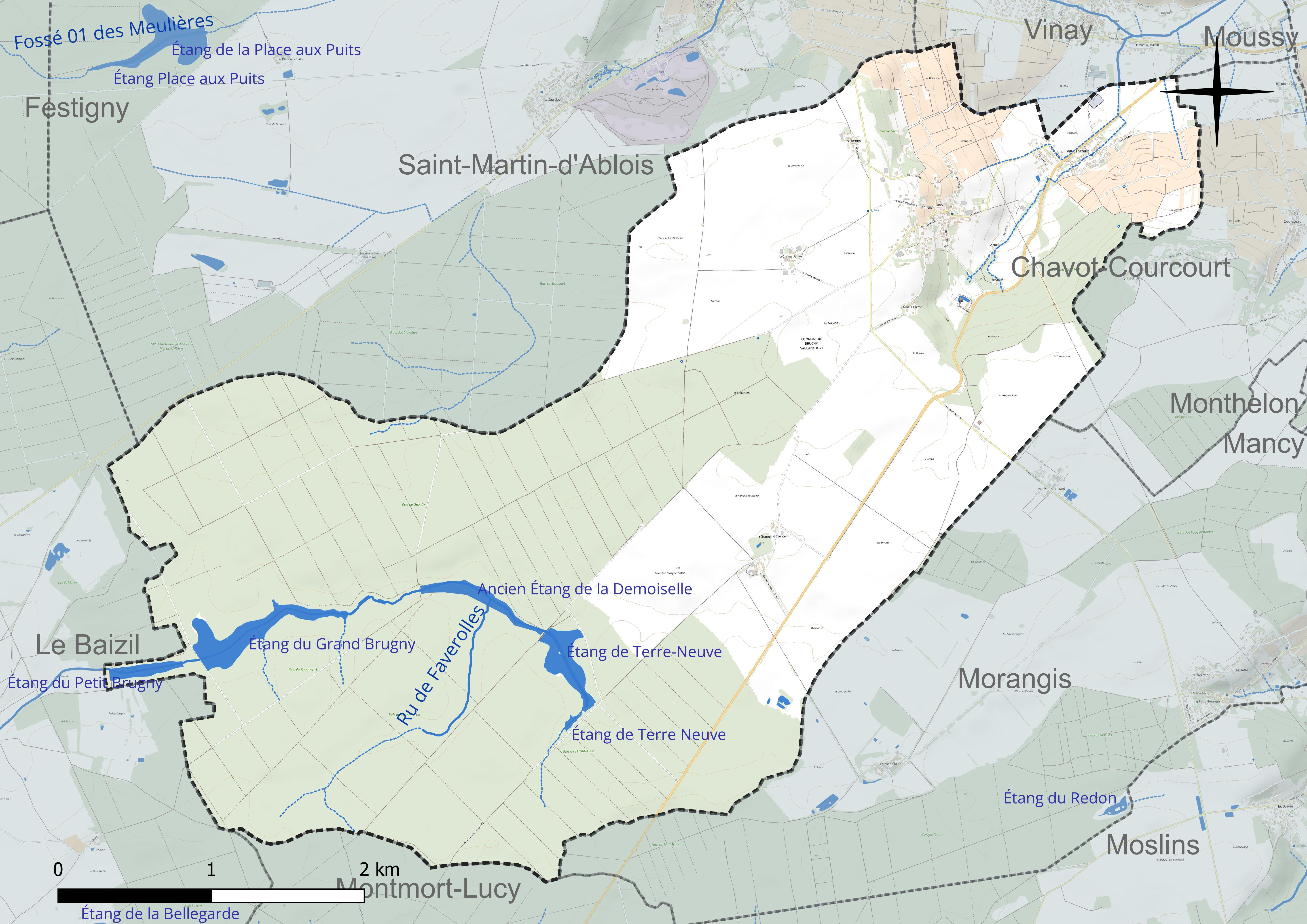
Réseau hydrographique de Brugny-Vaudancourt.

Cinq plans d'eau complètent le réseau hydrographique : l'ancien étang de la Demoiselle (5,4 ha), l'étang de Terre Neuve (0,5 ha), l'étang de Terre-Neuve (7,8 ha), l'étang du Grand Brugny (13 ha) et l'étang du le Petit Brugny (3,3 ha),.

### Climat
Pour des articles plus généraux, voir Climat du Grand Est et Climat de la Marne.
En 2010, le climat de la commune est de type climat océanique dégradé des plaines du Centre et du Nord, selon une étude du Centre national de la recherche scientifique s'appuyant sur une série de données couvrant la période 1971-2000. En 2020, Météo-France publie une typologie des climats de la France métropolitaine dans laquelle la commune est exposée à un climat océanique altéré et est dans la région climatique  Nord-est du bassin Parisien, caractérisée par un ensoleillement médiocre, une pluviométrie moyenne régulièrement répartie au cours de l’année et un hiver froid (3 °C). 
Pour la période 1971-2000, la température annuelle moyenne est de 10,7 °C, avec une amplitude thermique annuelle de 16 °C. Le cumul annuel moyen de précipitations est de 768 mm, avec 12,2 jours de précipitations en janvier et 8,2 jours en juillet. Pour la période 1991-2020, la température moyenne annuelle observée sur la station météorologique de Météo-France la plus proche, « Chouilly », sur la commune de Chouilly à 10 km à vol d'oiseau, est de 11,4 °C et le cumul annuel moyen de précipitations est de 668,9 mm. 
La température maximale relevée sur cette station est de 40,3 °C, atteinte le 25 juillet 2019 ; la température minimale est de −12,3 °C, atteinte le 5 février 2012,,. 
Les paramètres climatiques de la commune ont été estimés pour le milieu du siècle (2041-2070) selon différents scénarios d'émission de gaz à effet de serre à partir des nouvelles projections climatiques de référence DRIAS-2020. Ils sont consultables sur un site dédié publié par Météo-France en novembre 2022.

## Urbanisme

### Typologie
Au 1er janvier 2024, Brugny-Vaudancourt est catégorisée commune rurale à habitat dispersé, selon la nouvelle grille communale de densité à sept niveaux définie par l'Insee en 2022.
Elle est située hors unité urbaine. Par ailleurs la commune fait partie de l'aire d'attraction d'Épernay, dont elle est une commune de la couronne,. Cette aire, qui regroupe 44 communes, est catégorisée dans les aires de 50 000 à moins de 200 000 habitants,.

### Occupation des sols
L'occupation des sols de la commune, telle qu'elle ressort de la base de données européenne d’occupation biophysique des sols Corine Land Cover (CLC), est marquée par l'importance des forêts et milieux semi-naturels (58,4 % en 2018), une proportion sensiblement équivalente à celle de 1990 (58,5 %). La répartition détaillée en 2018 est la suivante : forêts (58,4 %), terres arables (32,5 %), cultures permanentes (4,8 %), zones agricoles hétérogènes (2,6 %), prairies (1,7 %).
L'évolution de l’occupation des sols de la commune et de ses infrastructures peut être observée sur les différentes représentations cartographiques du territoire : la carte de Cassini (XVIIIe siècle), la carte d'état-major (1820-1866) et les cartes ou photos aériennes de l'IGN pour la période actuelle (1950 à aujourd'hui).

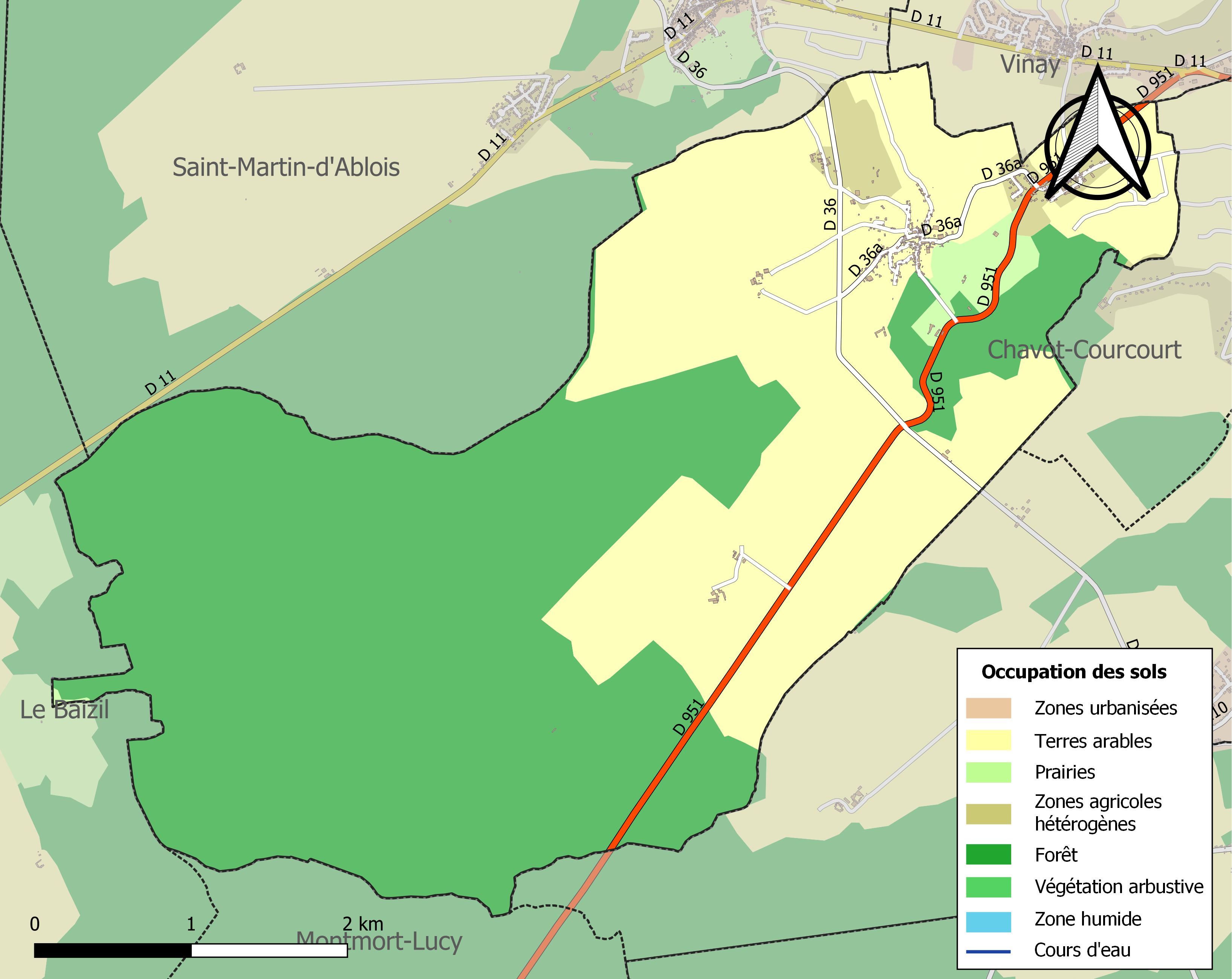
Carte des infrastructures et de l'occupation des sols de la commune en 2018 (CLC).

### Voies de communication et transports
Membre de la communauté d'agglomération Épernay, Coteaux et Plaine de Champagne, Brugny-Vaudancourt bénéficie du service de transport à la demande (TAD) du réseau Mouvéo. La commune dispose de trois arrêts (Place des Tilleuls, La Pille et Place du Pressoir) sur la ligne H entre Brugny-Vaudancourt et Épernay, qui propose en 2025 trois allers et trois retours par jour (du lundi au samedi hors jours fériés).

## Toponymie
Selon Xavier Delamarre, Brugny, noté Brognacum en 1179, tire son nom du gaulois *Brāuoniācon, soit le « domaine de Brāvonios » ou le « domaine du moulin ».
Vaudancourt, ancien village de la commune, est attesté sous les formes Valde[n]court (1145) ; Wandencourt, Vaudancourt (vers 1252) ; Woandancort (1270) ; Waudecourt (vers 1274) ; Vaudencourt (1308) ; Waudencourt (1362) ; Wadencourt (1441) ; Vodencourt (1575) ; Vaudancour (1633).

## Histoire
Une partie de la commune de Vaudancourt est rattachée à Brugny en 1852.

## Politique et administration
| Période                                  | Période                      | Identité                 | Étiquette | Qualité |
| ---------------------------------------- | ---------------------------- | ------------------------ | --------- | ------- |
| Les données manquantes sont à compléter. |                              |                          |           |         |
| an XII                                   |                              | Pierre Antoine Gé        |           |         |
| 1806                                     |                              | Charles Huteillier       |           |         |
| 1815                                     |                              | Antoine Panet            |           |         |
| 1830                                     |                              | M. Remy                  |           |         |
| 1894                                     | janvier 1921                 | Octave-Stanislas Crochet |           |         |
| Les données manquantes sont à compléter. |                              |                          |           |         |
| avant 1981                               | ?                            | Catherine de Vogüé       |           |         |
| mars 2001                                | mars 2014                    | Maurice Mainguet         |           |         |
| mars 2014                                | En cours (au 4 juillet 2014) | Alain Banchet            |           |         |

## Équipements et services publics

### Eau et déchets
L'approvisionnement en eau potable et l'assainissement des eaux usées sont des compétences de la communauté d'agglomération Épernay Agglo Champagne, gérées par le biais de son service « Régie Eau et Assainissement » depuis le 1er janvier 2022. La commune de Brugny-Vaudancourt est alimentée en eau potable par un captage situé chemin des Bœufs, sur son territoire. L'assainissement collectif y est assuré par la Société d'Assainissement de l'Agglomération d'Épernay, qui gère la station d'épuration d'Épernay-Mardeuil dans le cadre d'une délégation de service public confiée à Suez de 2022 à 2030.
La communauté d'agglomération est également compétente en matière de déchets. La collecte des ordures ménagères résiduelles, des déchets recyclables et des biodéchets est réalisée en porte à porte, par mise à disposition de trois bacs distincts. La communauté d'agglomération adhèrant au syndicat de valorisation des ordures ménagères de la Marne (SYVALOM), ces déchets sont amenés au centre de transfert départemental de Pierry puis valorisés sur le site de La Veuve. La collecte du verre et des textiles se fait en apport volontaire. La communauté d'agglomération met par ailleurs trois déchèteries à disposition de ses habitants : à Magenta, Pierry et Voipreux.

### Enseignement
Brugny-Vaudancourt fait partie de l'académie de Reims.
La commune appartient au syndical intercommunal scolaire de Brugny - Ablois - Vinay (SISCOBAVI), qui gère un groupe scolaire situé avenue Michel Destrez à Saint-Martin-d'Ablois. Il est composé d'une école maternelle de 37 élèves et d'une école élémentaire de 71 élèves (chiffres 2024-2025).
Les enfants de Brugny-Vaudancourt sont ensuite rattachés au collège Terres Rouges d'Épernay et au lycée Stéphane-Hessel d'Épernay.

### Postes et télécommunications
Une boîte aux lettres de La Poste se trouve sur le territoire de la commune, rue de Champagne. Le bureau de poste le plus proche est l'agence postale communale de Saint-Martin-d'Ablois, à environ 2 kilomètres de Brugny-Vaudancourt.

### Justice, sécurité et secours
Du point de vue judiciaire, Brugny-Vaudancourt relève du conseil de prud'hommes d'Épernay, du tribunal de commerce de Reims, du tribunal de proximité, du tribunal judiciaire, du tribunal paritaire des baux ruraux et du tribunal pour enfants de Châlons-en-Champagne, dans le ressort de la cour d'appel de Reims. Pour le contentieux administratif, la commune dépend du tribunal administratif de Châlons-en-Champagne et de la cour administrative d'appel de Nancy.
Brugny-Vaudancourt est située en secteur Gendarmerie nationale et dépend de la brigade d'Avize.
En matière d'incendie et de secours, la casernes la plus proche est celle d'Épernay, rattachée au Service départemental d'incendie et de secours (SDIS) de la Marne.

## Démographie
L'évolution du nombre d'habitants est connue à travers les recensements de la population effectués dans la commune depuis 1793. Pour les communes de moins de 10 000 habitants, une enquête de recensement portant sur toute la population est réalisée tous les cinq ans, les populations de référence des années intermédiaires étant quant à elles estimées par interpolation ou extrapolation. Pour la commune, le premier recensement exhaustif entrant dans le cadre du nouveau dispositif a été réalisé en 2006.

En 2022, la commune comptait 437 habitants, en évolution de −3,32 % par rapport à 2016 (Marne : −1,19 %, France hors Mayotte : +2,11 %).
| 1793 | 1800 | 1806 | 1821 | 1831 | 1836 | 1841 | 1846 | 1851 |
| ---- | ---- | ---- | ---- | ---- | ---- | ---- | ---- | ---- |
| 384  | 351  | 350  | 374  | 391  | 444  | 414  | 435  | 402  |

| 1856 | 1861 | 1866 | 1872 | 1876 | 1881 | 1886 | 1891 | 1896 |
| ---- | ---- | ---- | ---- | ---- | ---- | ---- | ---- | ---- |
| 477  | 480  | 506  | 486  | 519  | 484  | 475  | 480  | 492  |

| 1901 | 1906 | 1911 | 1921 | 1926 | 1931 | 1936 | 1946 | 1954 |
| ---- | ---- | ---- | ---- | ---- | ---- | ---- | ---- | ---- |
| 442  | 411  | 365  | 366  | 317  | 313  | 263  | 269  | 272  |

| 1962 | 1968 | 1975 | 1982 | 1990 | 1999 | 2006 | 2011 | 2016 |
| ---- | ---- | ---- | ---- | ---- | ---- | ---- | ---- | ---- |
| 269  | 296  | 292  | 329  | 310  | 388  | 428  | 459  | 452  |

| 2021 | 2022 | - | - | - | - | - | - | - |
| ---- | ---- | - | - | - | - | - | - | - |
| 440  | 437  | - | - | - | - | - | - | - |

## Culture locale et patrimoine

### Lieux et monuments

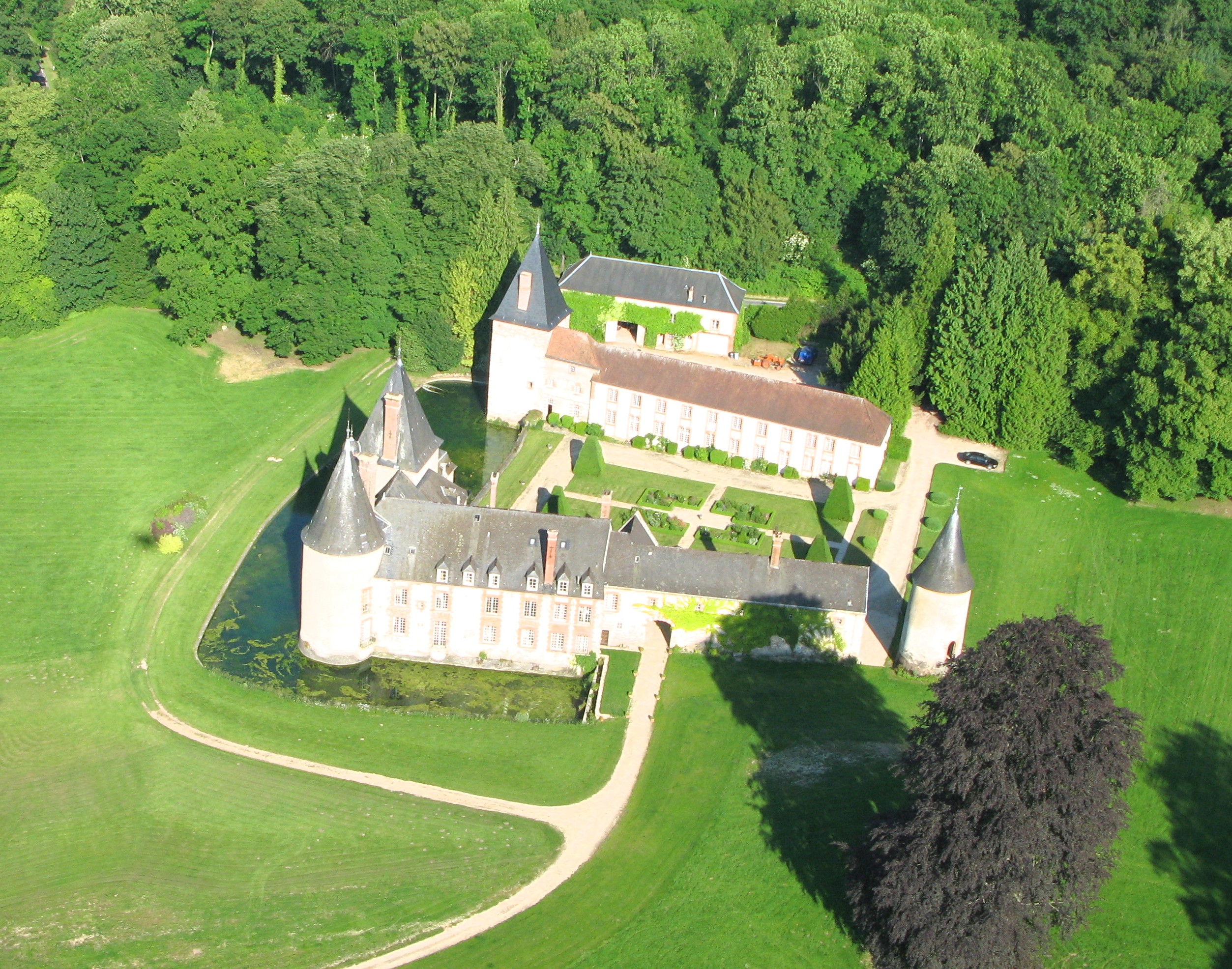
Château de Brugny.
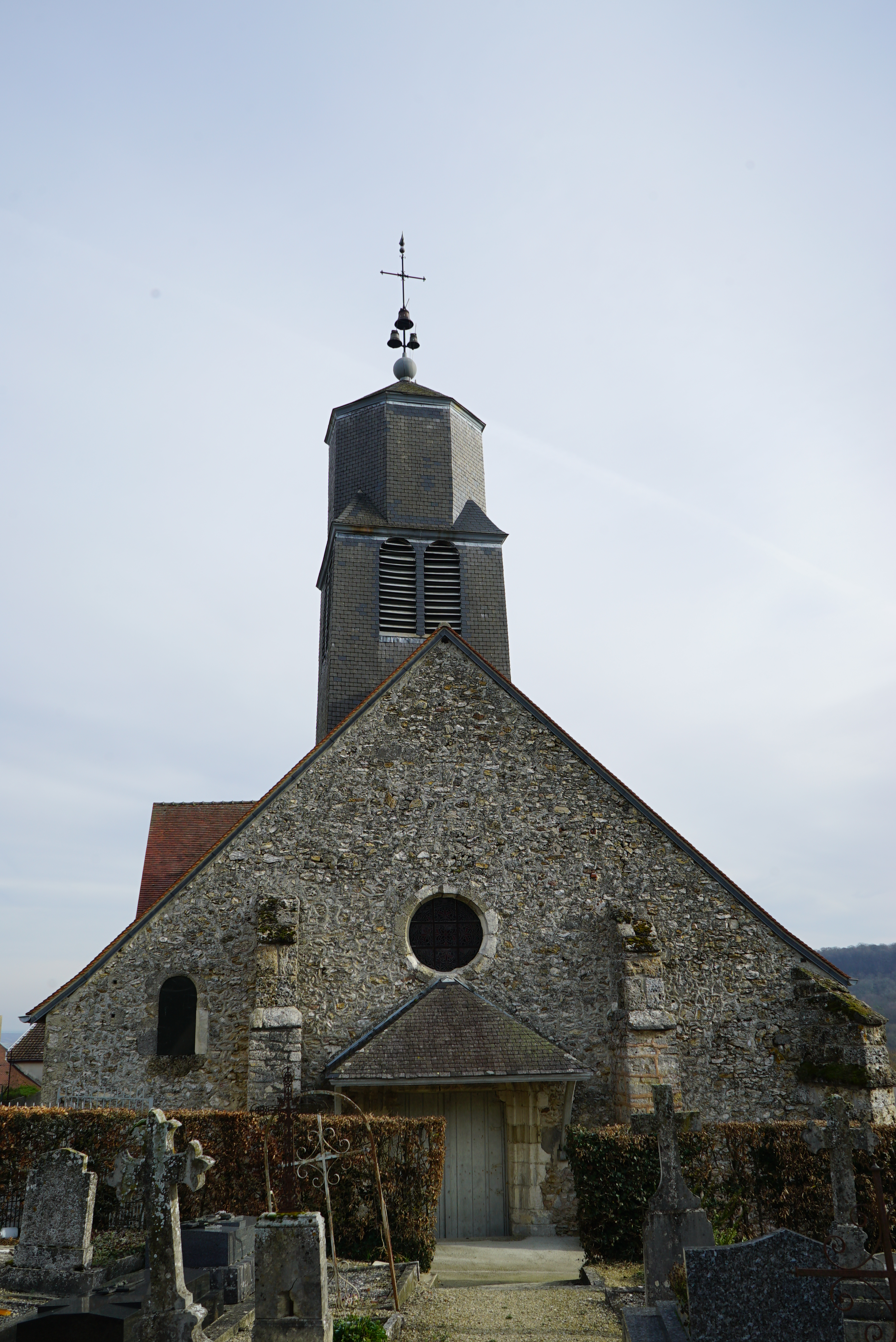
Église à Brugny.
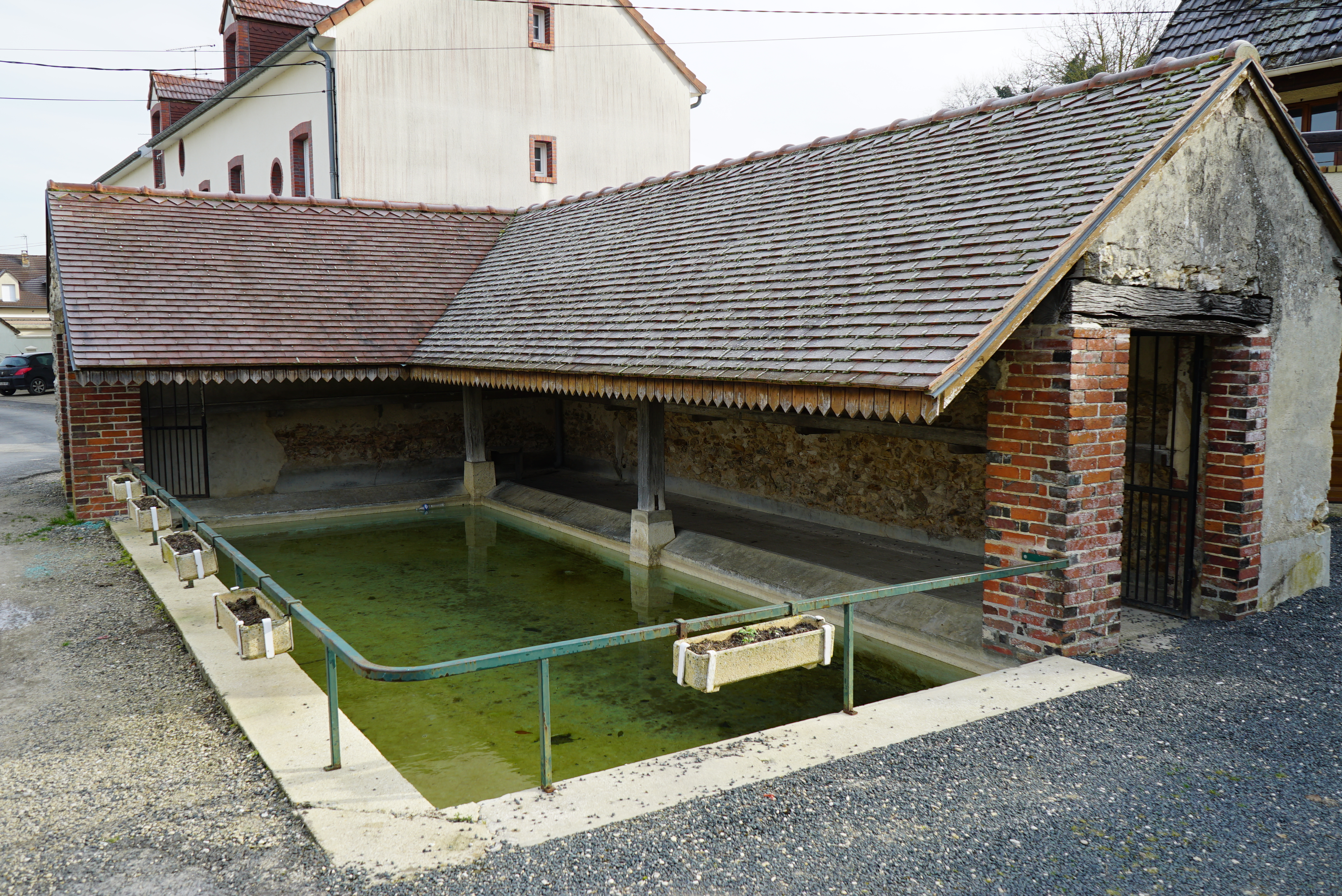
Lavoir à Vaudancourt
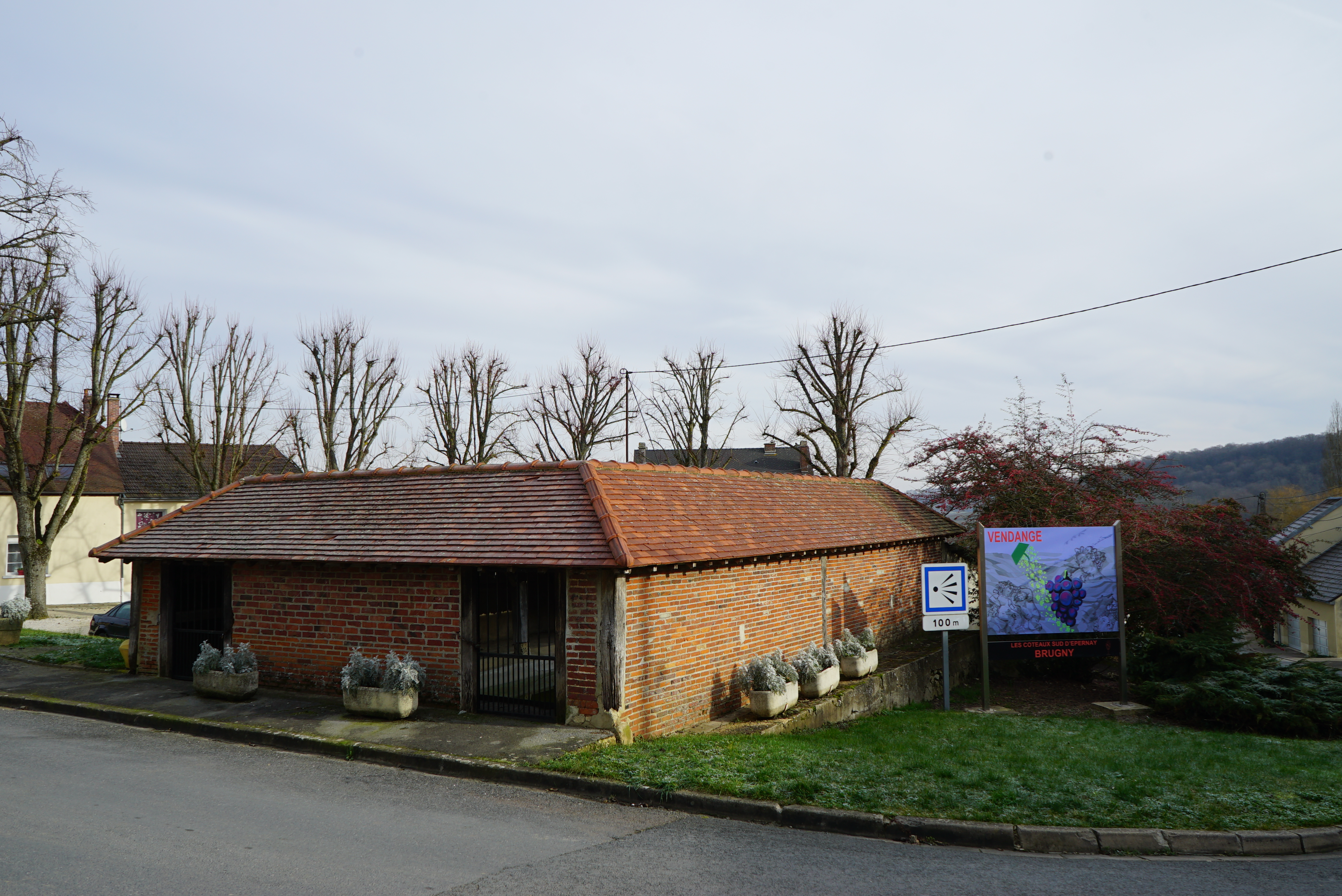
et à Brugny.
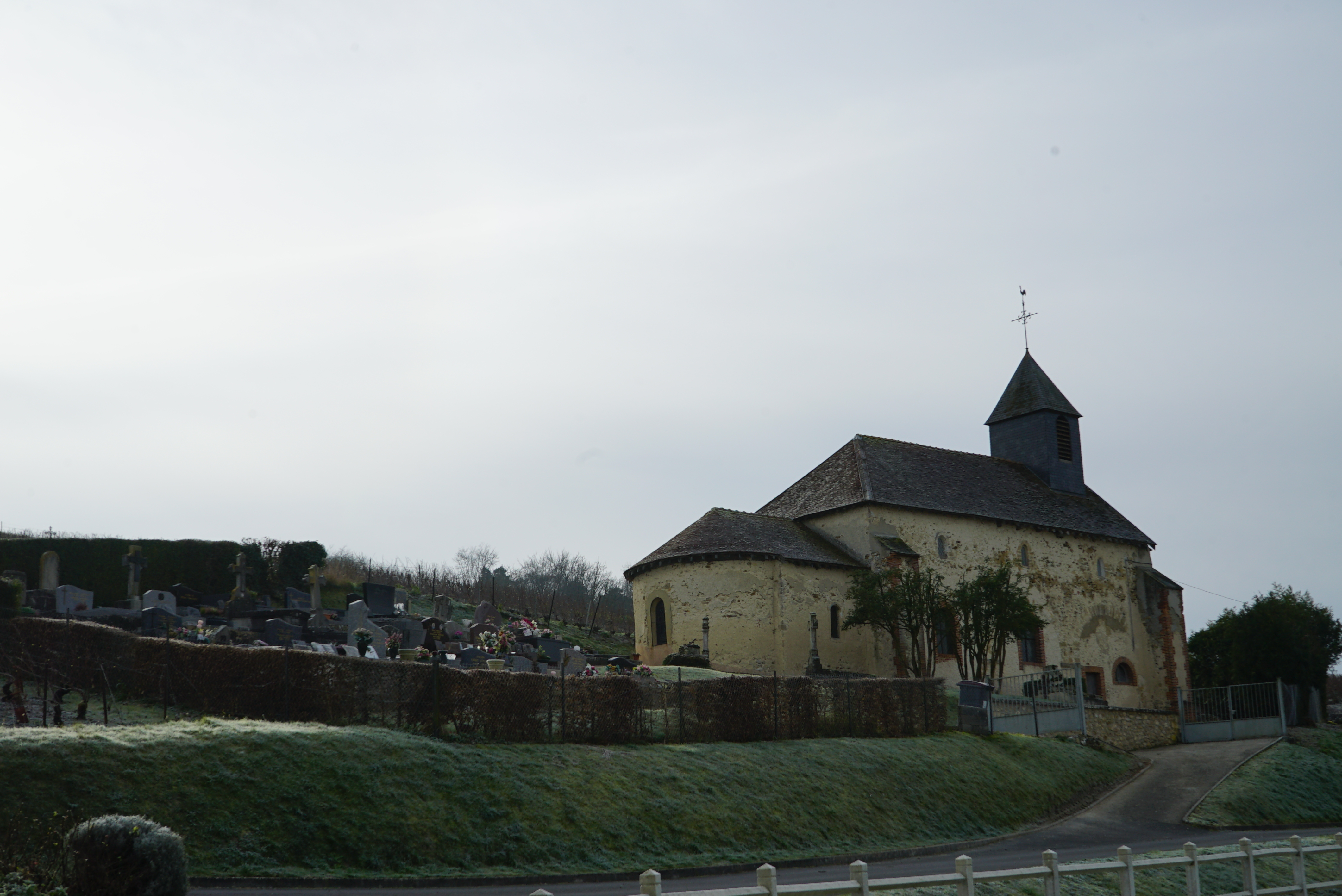
Chapelle de Vaudancourt.

- L'église Saint-Sébastien de Brugny, du XIIe siècle et remaniée aux XVe-XVIe[41].
- L'église Saint-Pierre de Vaudancourt.
- Le château de Brugny date des XVIe et XVIIIe siècles. Il est inscrit aux monuments historiques depuis 1990[42].
- Point de vue, avec table d'orientation, sur la vallée des coteaux sud d'Épernay.
- Vieux pressoir sur la place du village de Vaudancourt.

### Héraldique
| Armes de Brugny-Vaudancourt | Les armes de la commune se blasonnent ainsi : tiercé en fasce : au premier parti au I de sinople au lion d'or et au II chevronné d'or et de sable, au deuxième d'or plain, au troisième de gueules aux trois pals de vair ; aux deux clefs d'argent passées en sautoir brochant sur le tout |

### Personnalités liées à la commune
- Gui de Châtillon, premier seigneur attesté du château de Brugny.